# Thecophora rufifrons
Thecophora rufifrons är en tvåvingeart som beskrevs av Camras 1981. Thecophora rufifrons ingår i släktet Thecophora och familjen stekelflugor. Inga underarter finns listade i Catalogue of Life.